# Campeonato de Luxemburgo de Ciclismo Contrarreloj

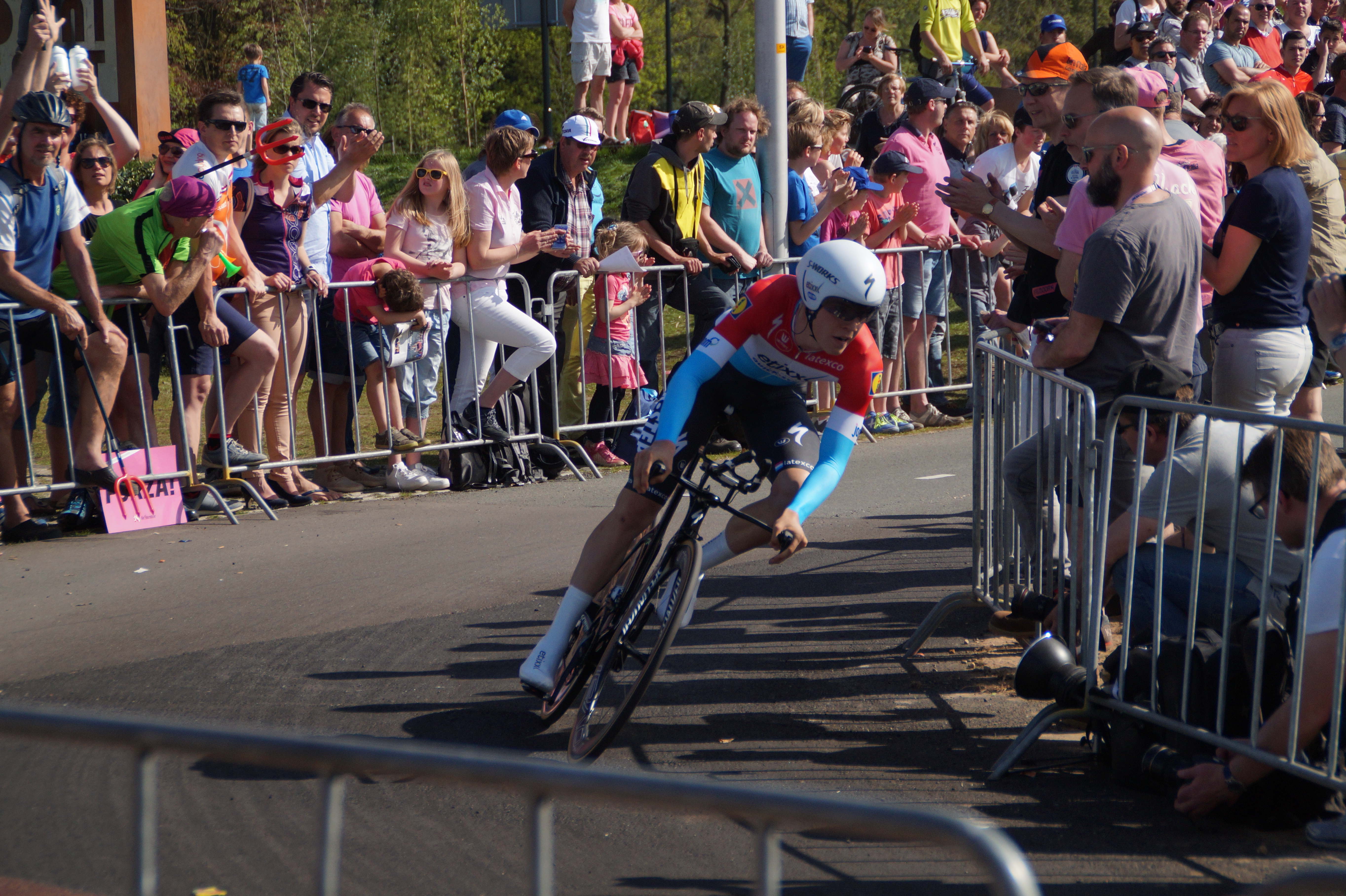
Bob Jungels seis veces campeón.

Los Campeonatos de Luxemburgo de Ciclismo Contrarreloj se organizan anual e ininterrumpidamente desde el año 1999 para determinar el campeón ciclista de Luxemburgo de cada año, en la modalidad. 
El título se otorga al vencedor de una única carrera, en la modalidad de Contrarreloj individual. El vencedor obtiene el derecho a portar un maillot con los colores de la bandera de Luxemburgo hasta el campeonato del año siguiente, solamente cuando disputa pruebas contrarreloj.

## Palmarés
| Año  | Ganador             | Segundo             | Tercero            |
| 1999 | Christian Poos      | Benoît Joachim      | Steve Fogen        |
| 2000 | Steve Fogen         | Kim Kirchen         | Fränk Schleck      |
| 2001 | Marc Vanacker       | Kim Kirchen         | Vincenzo Centrone  |
| 2002 | Christian Poos      | Steve Fogen         | Marc Vanacker      |
| 2003 | Christian Poos      | Pascal Triebel      | Marc Vanacker      |
| 2004 | Benoît Joachim      | Pascal Triebel      | Steve Friess       |
| 2005 | Andy Schleck        | Pascal Triebel      | Daniel Bintz       |
| 2006 | Benoît Joachim      | Christian Poos      | Steve Friess       |
| 2007 | Christian Poos      | Andy Schleck        | Laurent Didier     |
| 2008 | Kim Kirchen         | Christian Poos      | Benoît Joachim     |
| 2009 | Kim Kirchen         | Laurent Didier      | Christian Poos     |
| 2010 | Andy Schleck        | Fränk Schleck       | Christian Poos     |
| 2011 | Christian Poos      | Ralph Diseviscourt  | Laurent Didier     |
| 2012 | Bob Jungels         | Ben Gastauer        | Ralph Diseviscourt |
| 2013 | Bob Jungels         | Laurent Didier      | Ben Gastauer       |
| 2014 | Laurent Didier      | Bob Jungels         | Alex Kirsch        |
| 2015 | Bob Jungels         | Jean-Pierre Drucker | Laurent Didier     |
| 2016 | Bob Jungels         | Jean-Pierre Drucker | Alex Kirsch        |
| 2017 | Jean-Pierre Drucker | Bob Jungels         | Alex Kirsch        |
| 2018 | Bob Jungels         | Alex Kirsch         | Tom Thill          |
| 2019 | Bob Jungels         | Tom Wirtgen         | Ivan Centrone      |
| 2020 | Bob Jungels         | Alex Kirsch         | Kevin Geniets      |
| 2021 | Kevin Geniets       | Michel Ries         | Alex Kirsch        |
| 2022 | Bob Jungels         | Michel Ries         | Tim Diederich      |
| 2023 | Alex Kirsch         | Arthur Kluckers     | Tom Wirtgen        |
| 2024 | Arthur Kluckers     | Michel Ries         | Tom Wirtgen        |
| 2025 | Bob Jungels         | Alex Kirsch         | Mathieu Kockelmann |

## Estadísticas

### Más victorias
| Ciclista       | Victorias | Años                                                  |
| -------------- | --------- | ----------------------------------------------------- |
| Bob Jungels    | 9         | 2012, 2013, 2015, 2016, 2018, 2019, 2020, 2022 y 2025 |
| Christian Poos | 5         | 1999, 2002, 2003, 2007 y 2011                         |
| Benoît Joachim | 2         | 2004 y 2006                                           |
| Andy Schleck   | 2         | 2005 y 2010                                           |
| Kim Kirchen    | 2         | 2008 y 2009                                           |